# Зруб (заповідне урочище)
Зруб — заповідне урочище в Україні. Розташоване в межах Глибоцького району Чернівецької області, на північний схід від села Турятка. 
Площа 8,5 га. Статус присвоєно згідно з рішенням облвиконкому від30.05.1979 року № 198. Перебуває у віданні ДП «Чернівецький лісгосп» (Турятське лісництво, кв. 1, вид. 1, 2, 6). 
Статус присвоєно для збереження двох частин лісового масиву з цінним двоярусним насадженням дуба віком 120 років.